# Potyczka pod Motkowicami
Potyczka pod Motkowicami – potyczka powstania styczniowego stoczona 12 grudnia 1863 roku w okolicach wsi Motkowice. Starcie odbyło się między oddziałem powstańczej żandarmerii pod dowództwem Władysława Nowackiego-Kopaczyńskiego pseudonim Junosza, a oddziałem rosyjskim. Starcie zakończyło się przegraną powstańców.
Brak jest bliższych szczegółów dotyczących tego starcia. Pojawia się tylko informacja, że pod wsią Motkowice (Zieliński nazwę wsi określa jako Mątkowice) moskale napadli na jazdę Junoszy zabierając 1 konia i zabijając 5 powstańców. We wsi tej do dzisiaj zachowany jest żelazny krzyż na kamiennym cokole z wyrytym rokiem 1863.  Według ustnej tradycji w ten sposób oznaczono mogiłę 5 poległych powstańców.